# Eerste Kamerverkiezingen 1883
De Eerste Kamerverkiezingen 1883 waren reguliere Nederlandse verkiezingen voor de Eerste Kamer der Staten-Generaal. Zij vonden plaats op 11 juli 1883.
De verkiezingen werden gehouden voor een derde deel van de zittende leden van de Eerste Kamer van wie de zittingstermijn afliep. Bij deze verkiezingen kozen de leden van Provinciale Staten - die bij de Statenverkiezingen in mei 1883 gekozen waren - in negen kiesgroepen naar provincie dertien nieuwe leden.
De uitslag van de verkiezingen was als volgt:
| Groepering                | Zetels | Zetels | Zetels | Zetels | Zetels | Zetelverdeling naar provincie | Zetelverdeling naar provincie | Zetelverdeling naar provincie | Zetelverdeling naar provincie | Zetelverdeling naar provincie | Zetelverdeling naar provincie | Zetelverdeling naar provincie | Zetelverdeling naar provincie | Zetelverdeling naar provincie | Zetelverdeling naar provincie | Zetelverdeling naar provincie |
| Groepering                | 1880   | Af     | Bij    | 1883   | +/−    | Gr                            | F                             | D                             | O                             | Ge                            | U                             | NH                            | ZH                            | Z                             | NB                            | L                             |
| ------------------------- | ------ | ------ | ------ | ------ | ------ | ----------------------------- | ----------------------------- | ----------------------------- | ----------------------------- | ----------------------------- | ----------------------------- | ----------------------------- | ----------------------------- | ----------------------------- | ----------------------------- | ----------------------------- |
| liberalen                 | 23/24  | 8      | 8      | 24     | 0      | 2                             | 3                             |                               | 3                             | 4                             |                               | 4                             | 6                             | 2                             |                               |                               |
| katholieken               | 6/7    | 2      | 2      | 7      | 0      |                               |                               |                               |                               |                               |                               |                               |                               |                               | 5                             | 2                             |
| gematigde liberalen       | 8/5    | 2      | 2      | 5      | 0      |                               |                               | 1                             |                               |                               | 1                             | 1                             | 1                             |                               |                               | 1                             |
| conservatieven            | 2      | 1      | 0      | 1      | −1     |                               |                               |                               |                               | 1                             |                               |                               |                               |                               |                               |                               |
| conservatief-liberalen    | 0/1    | 0      | 0      | 1      | 0      |                               |                               |                               |                               |                               |                               | 1                             |                               |                               |                               |                               |
| conservatief-protestanten | 0      | 0      | 1      | 1      | +1     |                               |                               |                               |                               |                               | 1                             |                               |                               |                               |                               |                               |
| totaal                    | 39     | 13     | 13     | 39     | 0      | 2                             | 3                             | 1                             | 3                             | 5                             | 2                             | 6                             | 7                             | 2                             | 5                             | 3                             |

## Gekozenen
Bij deze verkiezingen waren dertien leden aftredend, van wie elf herkozen werden. De stemmingen voor de overige vacatures hadden de volgende resultaten:
- Door Provinciale Staten van Utrecht werd Theo van Lynden van Sandenburg (conservatief-protestanten) gekozen in de vacature ontstaan door het periodiek aftreden van Evert du Marchie van Voorthuysen (conservatieven) die had aangegeven niet herkiesbaar te zijn.[6]
- Door Provinciale Staten van Noord-Brabant werd Jacobus de Bruijn (katholieken) gekozen in de vacature ontstaan door het periodiek aftreden van Louis van Sasse van Ysselt die had aangegeven niet herkiesbaar te zijn.

De zittingsperiode van de Eerste Kamer ging in op 17 september 1883. De zittingstermijn van de gekozen Kamerleden bedroeg negen jaar.
*1850 · 1853 · 1856 · 1859 · 1862 · 1865 · 1868 · 1871 · 1874 · 1877 · 1880 · 1883 · *1884 · 1887 (I) · *1887 (II) · *1888 · 1890 · 1893 · 1896 · 1899 · 1902 · *1904 · 1907 · 1910 · 1913 · 1916 · *1917 · 1919 · *1922 · *1923 · 1926 · 1929 · 1932 · 1935 · *1937 · *1946 · *1948 · 1951 · *1952 · 1955 · *1956 (I) · *1956 (II) · 1960 · *1963 · 1966 · 1969 · *1971 · 1974 · 1977 · 1980 · *1981 · *1983 · *1986 · 1987 · 1991 · 1995 · 1999 · 2003 · 2007 · 2011 · 2015 · 2019 · 2023

* algemene verkiezingen in verband met vervroegde ontbinding van de Eerste Kamer

vanaf 1987 bedraagt de vaste zittingstermijn van de Eerste Kamer vier jaar